# Університет Луїсвілла
Університет Луїсвілла — вищий навчальний заклад міста Луїсвілль, Кентуккі, США. Один із найстаріших університетів США, створених на захід від Алеганських гір. Університет заснований за рішенням Генеральної асамблеї штату Кентуккі, як центральний дослідницький університет. Тут навчаються студенти 118 зі 120 районів Кентуккі, всіх 50 штатів США та 116 країн світу.

## Історія

### Створення
Університет засновано в 1798 році, коли Генеральна Асамблея штату Кентуккі прийняла рішення про відкриття вищого навчального в нещодавно заснованому місті Луїсвіллі, продавши 24 км² землі на півдні Кентуккі, для оплати його створення. 3 квітня 1798 року кілька активних громадян розпочали кампанію з пошуку коштів для нового навчального закладу, який тоді отримав назву Семінарії Джефферсона. Але лише через 15 років — в 1813 році — навчальний заклад вдалося відкрити. Його першим керівником став Edward Mann Butler, відомий як один із перших істориків Кентуккі.
У 1837 році міська рада Луїсвілля заснувала Луїсвілльський медичний інститут. Відомий фізик і медик Чарлз Колдвел зумів переконати раду щодо необхідності його відкриття. Після відставки з Трансільванського університету він очолив Луїсвілський медичний інститут, який невдовзі став одним із кращих медичних вищих навчальних закладів на захід від Алеганських гір. У 1840 році був заснований Луїсвілський медичний коледж.

## Підрозділи
Університет складається з 12 різних шкіл та коледжів:
- Коледж мистецтва та наук / College of Arts and Sciences (1907)
- Коледж бізнесу / College of Business (1953)
- Коледж освіти та людського розвитку / College of Education and Human Development (1968)
- Школа бакалаврату / Graduate School (1918)
- Інженерна школа Д. Б. Спіда / J. B. Speed School of Engineering (1925)
- Школа соціальної роботи Кента / Kent School of Social Work (1936)
- Школа права імені Луїса Брандеса / Louis D. Brandeis School of Law (1846)
- Школа стоматології / School of Dentistry (1887)
- Школа медицини / School of Medicine (1837)
- Школа музики / School of Music (1932)
- Школа медсестер / School of Nursing (1979)
- Школа здоров'я та інформаційних наук / School of Public Health and Information Sciences (1968)

## Відомі викладачі
- Майкл Трейсі — професор музичного факультету.